# Strana slovenskej obrody
Strana slovenskej obrody (ve zkratce SSO) byla slovenská politická strana existující v letech 1948 až 1989. SSO vznikla po Vítězném únoru 23. března 1948 jako obrozená strana z členů zaniklé Demokratické strany, kteří byli ochotni spolupracovat s komunisty. Součást Národní fronty. SSO zanikla v období sametové revoluce, kdy se 10. prosince 1989 přihlásilo její vedení k odkazu Demokratické strany a přijalo opět tento název. Strana vydávala deník Ľud.

## Historie
Předsedou strany se v březnu 1948 stal Ján Ševčík. Strana postupně radikálně ztrácela volební základnu (v lednu 1948 měla DS 217 000 členů, v květnu 1948 SSO pouze 950). KSČ ani KSS jí kvůli slabé posici nedůvěřovaly a ve státních funkcích měla pouze minimální zastoupení.
V roce 1968 se i v SSO objevily reformní proudy, které však byly po roce 1969 potlačeny. V roce 1983 vystřídal na postu předsedy strany Jozef Šimúth dlouholetého předsedu Jozefa Mjartana. V období Šimúthova předsednictví vstupovali do SSO mladí technokrati, ale i intelektuálové a umělci, známí herci jako Dušan Jamrich, Milan Kňažko a Marián Labuda.
Strana se aktivizovala až roku 1989, když se přihlásila k demokratisaci a 1. 12. 1989 se rozhodla vrátit k názvu Demokratická strana.

## Předsedové
- Ján Ševčík (1948–1951)
- Jozef Kyselý (1951–1965)
- Jozef Mjartan (1966–1983)
- Jozef Šimúth (1983–1989)